# Glaucilândia
Glaucilândia – miasto i gmina w Brazylii, w stanie Minas Gerais.